# Massif de Lascours
Le massif de Lascours est un massif de montagnes des Pyrénées se situant dans le département français des Hautes-Pyrénées en région Occitanie entre les vallées du Bastan au sud-ouest et de Lesponne à l'est.
Le massif de Lascours forme le secteur ouest du massif du Pic-du-Midi-de-Bigorre auquel il appartient.

## Géographie

### Topographie

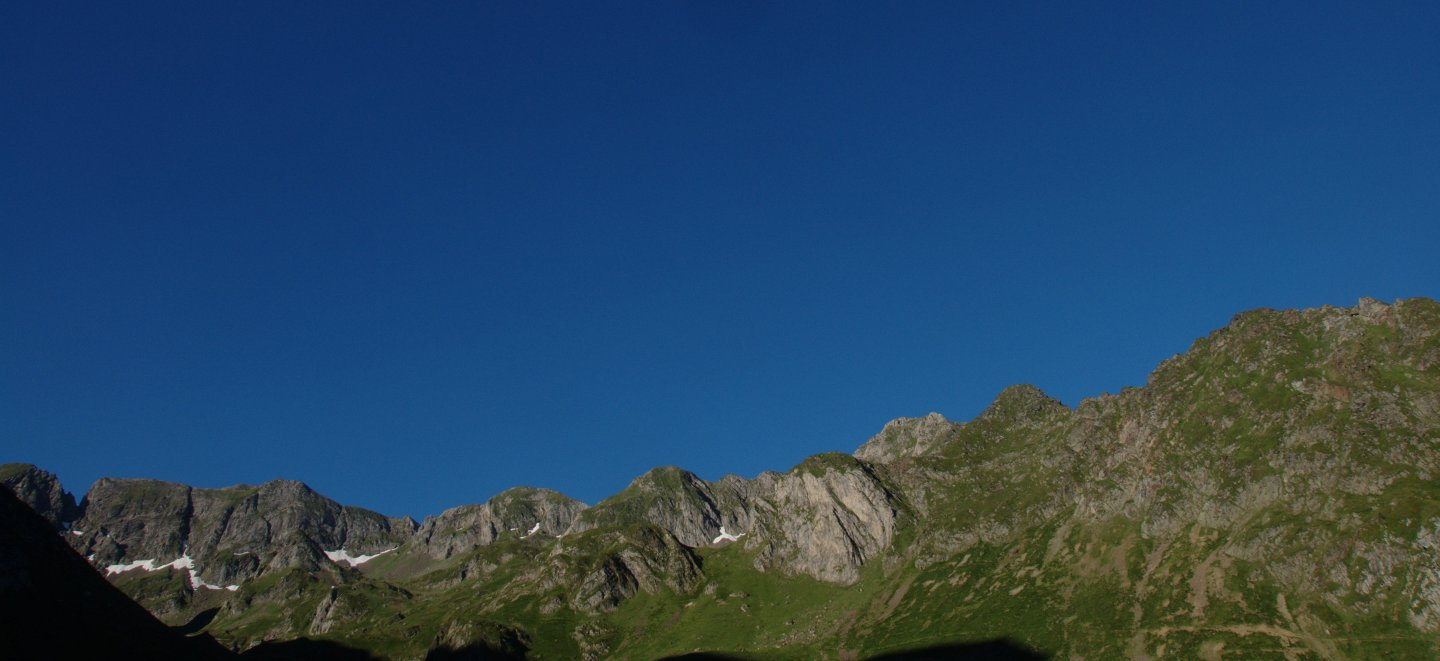
Vue du soum de Lascours et de la pène Taillade.

Centré sur le soum de Lascours (2 485 m), il rejoint au nord le massif du Montaigu par la hourquette d'Ouscouaou et à l'est le reste du massif du Pic-du-Midi-de-Bigorre par le col d'Aoube.
Il est dominé à l'est par la pène Taillade (2 588 m) adossée à la pène deth Pourî (2 587 m) et à l'ouest par le soum Arrouy (2 488 m) et le pic de Leviste (2 463 m).